# Ludwig Stenglein
Georg Ludwig Richard Stenglein (* 27. Dezember 1869 in Regensburg; † 12. November 1936 in Köln-Lindenthal) war ein deutscher Jurist.

## Leben
Stenglein war der Sohn des Rechnungskommissars Johann Georg Stenglein und seiner Frau Luise, geborene Stiegler. Seit 1891 war er Mitglied des Corps Palatia München. Als I 1898 wurde er zum dritten Staatsanwalt in Landshut und 1901 zum zweiten Staatsanwalt in Passau ernannt. Ab 1905 war er Landgerichtsrat in Ansbach und wurde 1913 Oberamtsrichter in Nürnberg, wo er 1919 Amtsgerichtsrat wurde. Im Jahr 1923 wurde er dienstaufsichtsführender erster Staatsanwalt in München und wechselte 1926 als Landgerichtspräsident nach Bamberg. 1928 war er Landgerichtspräsident in München, bis er 1933 zum Senatspräsident am Bayerischen Obersten Landesgericht in München berufen wurde. Stenglein wurde am 1. Januar 1934 die Pensionierung nahegelegt, weil er gegen die politisch motivierte Zwangspensionierung des zweiten Staatsanwaltes Martin Dresse zum 1. Januar 1934 im Justizministerium intervenierte und die Verantwortung für dessen Verhalten im Prozess übernahm, woraufhin ihm beschieden wurde, wenn er sich mit Dresse solidarisch erklären wolle, dann könne auch er gehen; es bleibe ihm überlassen, ein Pensionsgesuch einzureichen. Nach seiner Pensionierung lebte er mit seiner Frau ab Mitte 1935 im Bad Godesberger Stadtteil Mehlem.
Stenglein war vom 1. Mai 1933 bis zum August 1936 Mitglied der NSDAP. Seine Mitgliedschaft endete, weil er aufgrund nicht bezahlter Beiträge als Mitglied gestrichen wurde.
Stengelein wurde am 14. November 1936 auf dem Kölner Melatenfriedhof beerdigt und am 30. März 1954 auf den Nordfriedhof in München umgebettet.

## Hitler-Prozess
Als erster Staatsanwalt in München war er 1924 Ankläger im Hitler-Prozess. Seine Mitarbeiter waren der zweite Staatsanwalt Hans Ehard und der zweite Staatsanwalt Martin Dresse. Stenglein forderte in seinem Strafantrag für Adolf Hitler acht Jahre Festungshaft wegen Hochverrats. Das bayrische Volksgericht unter dem Vorsitzenden Georg Neithardt folgte ihm nicht und verurteilte Hitler am 1. April 1924 zur Mindeststrafe von fünf Jahren. Eine vorzeitige Freilassung der Putschisten auf Bewährung lehnte Stenglein entschieden ab: „die Bewilligung einer Bewährungsfrist [ist] abzulehnen, da von einer Abkehr von den staatsgefährlichen Absichten bei den Verurteilten keine Rede sein kann … und die Verurteilten sich während der Zeit der Strafvollstreckung nicht so aufgeführt haben, dass die Erwartung gerechtfertigt wäre, sie würden sich auch ohne die ganze Vollstreckung künftig wohlverhalten“. Dessen ungeachtet wurden Hitler und die weiteren noch in Haft befindlichen Mittäter am 20. Dezember 1924 aus der Festung Landsberg auf Bewährung entlassen.